# Tales from the Thousand Lakes
Tales from the Thousand Lakes è il secondo album della progressive death metal/folk metal band Amorphis. I testi sono basati sul poema finnico Kalevala.

## Tracce
Tutti i testi derivano dal mito tradizionale finnico, ad eccezione di  "First Doom" and "Forgotten Sunrise" scritti da Holopainen.
1. Thousand Lakes – 2:04 (Holopainen)
2. Into Hiding – 3:45 (Holopainen, Laine)
3. The Castaway – 5:32 (Koivusaari, Holopainen)
4. First Doom – 3:53 (Holopainen)
5. Black Winter Day – 3:50 (Martenson)
6. Drowned Maid – 4:23 (Koivusaari, Holopainen, Laine)
7. In the Beginning – 3:37 (Holopainen, Laine)
8. Forgotten Sunrise – 4:53 (Holopainen)
9. To Father's Cabin – 3:50 (Holopainen, Laine)
10. Magic and Mayhem – 4:27 (Holopainen)

### Tracce bonus edizione speciale
1. Folk of the North (Edizione speciale) – 1:20 (Koivusaari)
2. Moon and Sun – 3:36 (Koivusaari)
3. Moon and Sun, Part II: North's Son – 5:10 (Koivusaari)
4. Light My Fire (Cover del brano dei The Doors del 1967) – 2:53 (Morrison, Krieger, Manzarek & Densmore)

## Formazione

### Gruppo
- Tomi Koivusaari – voce, chitarra
- Esa Holopainen –  chitarra
- Olli-Pekka Laine  – basso
- Jan Rechberger  – batteria
- Kasper Martenson  – tastiere

### Altri musicisti
- Ville Tuomi   –  voce "pulita" e parlato